# 吉娜·克兰普顿
吉娜·克兰普顿（英語：Gina Crampton，1991年12月7日—），新西兰女子篮网球运动员。她曾代表新西兰国家队参加2022年英联邦运动会篮网球比赛，获得一枚铜牌。